# Pardosa confalonierii
Pardosa confalonierii är en spindelart som beskrevs av Lodovico di Caporiacco 1928. Pardosa confalonierii ingår i släktet Pardosa och familjen vargspindlar. Inga underarter finns listade i Catalogue of Life.